# Liekit Reichle
Liekit Reichle (* 23. Januar 2003 in Zürich) ist ein Schweizer Eishockeyspieler thailändischer Herkunft, der seit Juli 2025 beim EHC Chur aus der Swiss League unter Vertrag steht und dort auf der Position des Stürmers spielt. Zuvor war Reichle unter anderem für den HC Lugano in der National League aktiv.

## Karriere
Reichle verbrachte seine Juniorenzeit hauptsächlich bei den Juniorenteams des Zürcher SC. In der Saison 2020/21 war er mit 55 Vorlagen der beste Vorbereiter der Schweizer U20-Elite. Mit 18 Jahren wechselte er in die kanadische Juniorenliga Western Hockey League (WHL). Dort stand er in der Saison 2021/22 für die Prince George Cougars, die ihn im CHL Import Draft 2021 in der ersten Runde als insgesamt 23. Spieler ausgewählt hatten, und die Lethbridge Hurricanes auf dem Eis. Bereits ein Jahr nach seinem Wechsel nach Kanada kehrte er wieder in die Schweiz zurück und spielte sowohl für die U20-Mannschaft der GCK Lions als auch die Profimannschaft in der Swiss League. Mit den GC Küsnacht Lions erreichte er den Halbfinal der Playoffs und unterlag mit seinem Team dem EHC Olten. Mit dem U20-Team wurde er Schweizer Meister dieser Altersklasse.
Seinen ersten Vertrag für die National League erhielt er vom EHC Biel für die Saison 2023/24. Von diesem wurde er sowohl in der National League, als auch parallel beim HC La Chaux-de-Fonds in der Swiss League, eingesetzt. Mit La Chaux-de-Fonds sicherte sich Reichle die Meisterschaft der Swiss League. Im September 2024 wurde Reichle an Biels Ligakonkurrenten HC Lugano ausgeliehen, ehe er dort zwei Monate später im November einen Festvertrag bis zum Sommer 2026 erhielt. Im Juli 2025 wechselte der Stürmer allerdings vorzeitig zum EHC Chur in die Swiss League.

### International
Bereits 2018 spielte Reichle für die U16 sowie die U17. Im Jahr 2021 nahm er an der Weltmeisterschaft der U18-Junioren teil und erzielte dort ein Tor. Ein Jahr später spielte er für die Schweizer U20-Nationalmannschaft bei der Weltmeisterschaft der U20-Junioren 2022 in Kanada und erzielte dort ebenfalls ein Tor und verbuchte einen Assist.

## Erfolge und Auszeichnungen
- 2021 Bester Vorbereiter der U20-Elite-Hauptrunde
- 2023 Schweizer U20-Juniorenmeister mit den GCK Lions
- 2024 Meister der Swiss League mit dem HC La Chaux-de-Fonds

## Karrierestatistik
Stand: Ende der Saison 2024/25

### International
Vertrat die Schweiz bei:
- Hlinka Gretzky Cup 2019
- U18-Junioren-Weltmeisterschaft 2021
- U20-Junioren-Weltmeisterschaft 2023

(Legende zur Spielerstatistik: Sp oder GP = absolvierte Spiele; T oder G = erzielte Tore; V oder A = erzielte Assists; Pkt oder Pts = erzielte Scorerpunkte; SM oder PIM = erhaltene Strafminuten; +/− = Plus/Minus-Bilanz; PP = erzielte Überzahltore; SH = erzielte Unterzahltore; GW = erzielte Siegtore; 1 Play-downs/Relegation; Kursiv: Statistik nicht vollständig)